# Bust a Groove 2
Bust a Groove 2 (nome no ocidente) ou Bust-A-Move 2: Dance Tengoku Mix (nome japonês) é um jogo de vídeo game híbrido de música e de combate lançado em 2000 para Sony PlayStation e a continuação de Bust a Move: Dance & Rhythm Action. O jogo originalmente lançado no Japão se chama: Bust a Move 2: Dance Tengoku Mix (バスト ア ムーブ2 ダンス天国MIX, Basuto a Mūbu 2: Dansu Tengoku Mix), e nunca lançado na Europa. Um terceiro jogo da série, Dance Summit 2001, foi lançado só no Japão para PlayStation 2.
O jogo acontece um ano após a edição anterior e compartilha a mesma jogabilidade em geral. Ele combina movimentos de dança e habilidades especiais destinadas a prejudicar o adversário. Ele também apresenta novas canções, novos personagens e figurinos para os personagens atualizado retornando retidos no jogo anterior.

## Jogabilidade
"O jogo single-player mudou - ele agora apresenta ramificação de caminhos no jogo single-player que o movem-se para mais um adversário difícil dependendo de quão bem você está dançando O medidor de popularidade foi sacado;. Agora o seu personagem tem uma pequena borda em torno de seu nome que muda de cor dependendo de como você está dançando. Além disso, um novo medidor fica no meio da tela que acompanha cada "Cool, Chillin 'e Freeze" do evento e move-se em conformidade . Quando todos os três bares estão cheios de capacidade, seus pontos serão dobrados para cada movimento da dança feita durante esse tempo.Em Bust a Groove 2há um padrão de dois-jogadores versus mode, um modo de prática para ajudar você a se acostumar ao tempo da batida, e um modo de exibição de dança que lhe permite percorrer os movimentos individuais de cada bailarino e reuni-los para fazer suas próprias danças."
O jogo também incluiu dois novos comandos de lado o salto mortal e "jammer" (ataque) que se move. Desta vez, o jogador pode agora fazer uma "reflect move" e ataques surpresa.

## Fever Time
Se os jogadores forem capazes de ter uma dança completa sem um monte de erros e acidentes e uma pontuação elevada sobre uma determinada quantia, dependendo do nível, eles teriam então completar um solo de dança especiais mostram conhecido como Fever Time no fim da partida. Em alguns casos é capaz de ter os dois personagens completar um Fever Time juntos se eles estavam a terminar o nível com pontuações muito próximas. Normalmente, se os pontos foram 100-1000 pontos acima ou abaixo de um adversário.
Intensificar a um nível, os jogadores envolvidos dançando ao melhor de sua capacidade, com um tempo perfeito e quase fazer praticamente nenhum erro ou falha.
Como a pontuação os dançarinos ganhariam pontos, o nível dos personagens estavam dançando em que começar a mudar gradualmente, sendo este conhecido como "Intensifying".

## Personagens
Os personagens iniciais são Heat, Hiro, Kelly, Kitty-N, Shorty, Strike e Capoeira foram mantidos a partir do original Bust a Groove e removeu vários dos personagens do jogo original que inclui Pinky, Hamm, Frida.
Gas-O é segredo caráter Burger Dog (mas faz um "cameo" na fase Comet). Estes foram substituídos por novos personagens: Comet, Bi-O, e Tsutomu.

### Bio de Personagens
| Nome     | Idade        | Estilo de dança     | Jammer | Info |
| -------- | ------------ | ------------------- | --- | --- |
| Bi-O     | 47           | Zumbi               | Retira a cabeça do machado situado em cima dela e joga no oponente. Como se fecha na tela parece ser mordida.                                                                    | Um zumbi-humano com um machado em sua cabeça. |
| Capoeira | Desconhecido | Capoeira            | Um satélite misterioso minúsculo aparece acima do adversário para produzir raios de luz que encolhe o adversário fazendo com que eles tenha corpos pequenos com grandes cabeças. | |
| Comet    | 16           | Patinação artística | Usando uma varinha, Comet magicamente transforma o oponente em uma pequena criatura.                                                                                             | Uma garçonete que trabalha no Sushi Planet que dança sobre patins. Além de ser uma garçonete,ela é a irmã mais nova de Frida de Bust-A-Groove, ela tem poderes mágicos para mudar qualquer um a qualquer tipo de comida que ela deseja. |
| Heat     | 20           | Breakdance          | Uma chama gigante cai sobre o adversário. | Um piloto de carros de corrida pro ganhou a habilidade de jogar chamas depois de um acidente nas pistas. Traumatizado, ele voltou para a pista de dança em vez disso.                                                                   |
| Hiro     | 21           | Música disco        | Uma foto autografada do próprio cai sobre o adversário. | |
| Kelly    | 24           | Soul                | Kelly revela um megafone e grita por ela para bater o seu adversário para fora.                                                                                                  | |
| Kitty-N  | 18           | Techno e Jazz       | Um guindaste gigante aparece acima do adversário e pega-las, depois deixá-los cair de volta para o chão.                                                                         | |
| Shorty   | 14           | Funk Styles         | Um bolo gigante cai e esmaga o adversário | |
| Strike   | 22           | Hip-Hop             | Strike tira sua metralhadora e começa a atirar, a tela "quebra" se o ataque se conecta.                                                                                          | |
| Tsutomu  | 11           | House music         | Uma porta aparece na frente do oponente, se abre e deixa cair um objeto pesado do alto para o adversário.                                                                        | |

## Personagens Ocultos
| Nome           | Idade        | Estilo de dança     | Jammer | Info |
| -------------- | ------------ | ------------------- | --- | --- |
| Chichi & Sally | Desconhecido | Capoeira            | Mesmo que Capoeira | Dois irmãos alienígenas bonitos que gostam de furar as suas línguas. Eles podem ser vistos aparecendo e desaparecendo no fundo do palco da Capoeira. |
| Columbo        | Desconhecido | Funk Styles         | Um pudim cai em cima do oponente.                                                                                              | Shorty recebeu Columbo como um presente de seus pais para lhe fazer companhia enquanto estão fora.                                                   |
| Hustle Kong    | Desconhecido | Música disco        | Igual a de Hiro, mas em vez de Hiro sair na foto, é Hustle Kong.                                                               | |
| McLoad         | Desconhecido | Soul                | Igual a Kelly, mas ele cospe fogo em vez de gritar num megafone                                                                | Ou um dragão de tamanho humano, ou um homem em um traje do dragão. Ele também pode ser encontrado na fase de Shorty.                                 |
| Michael Doi    | Desconhecido | Igual de Kitty-N    | Techno e Jazz | Um homossexual instrutor de Kitty-N. |
| Sushi Boy      | Desconhecido | Patinação artística | Um robô usando patins. Ele é o mascote do Sushi Planet e é visto em assinar o "Sushi Planet" para o restaurante na fase Comet; | |

## Chefes Ocultos
| Nome        | Idade        | Estilo de dança        | Jammer                                             | Info |
| ----------- | ------------ | ---------------------- | -------------------------------------------------- | --- |
| Robo-Z Gold | Desconhecido | Vogue e Dança africana | Robo-Z Gold trava o adversário e dispara um míssil | Um novo Robo-Z, desta vez com um terno de armadura brilhante de metal dourado e asas.                                                                                        |
| Pander      | 31           | Butoh                  | Mãos aparecem e viram a tela.                      | Um homem que é atraído apenas por um personagem de desenho animado, de 15 anos, com base no desempenho Butoh na primeira parte do livro "Cores Proibidas", de Yukio Mishima. |

## Músicas
Algumas das músicas que foram destaque no jogo estavam originalmente em idioma japonês e foram traduzidas para o Inglês para o lançamento nos EUA, tais como: Magic Tower, Moon Light Party, Hello! Kitty-N e Hizashi no Oku.
- Bi-O - Zombie Hopper
- Capoeira/ChiChi & Sally - Allegretto Break
- Comet/Sushi Boy - Magic Tower
- Heat - The Heat Is On
- Hiro/Hustle Kong - Let the Music Take Control
- Kelly/McLoad - Moon Light Party ~ Clap Your Hands
- Kitty-N/Michael Doi - Hello! Kitty-N
- Shorty/Columbo - Hizashi no oku no Happy Heart (ひざしの奥のハッピーハート)
  - Translation: Happy Heart in the Sunlight
- Strike - Here Comes Trouble
- Tsutomu - Got to be Happy
- Robo-Z Gold - Acid Line
- Pander - Enka 1

- High Voltage - Theme of Bust a Move 2 (Bust a Groove 2) (Opening Theme)
- Bust a Groove (Ending Theme)

## Recepção e Críticas
| Críticas profissionais                                                      | Críticas profissionais |
| Avaliações da crítica                                                       | Avaliações da crítica  |
| Fonte                                                                       | Avaliação              |
| --------------------------------------------------------------------------- | ---------------------- |
| Allgame Magazine                                                            | [ 3 ]                  |
| GamePro                                                                     | [ 4 ]                  |
| GSpot                                                                       | 7.3 out of 10          |
| IGN                                                                         | 6.8 out of 10          |
| Game Rankings                                                               | 70% (9 reviews)        |
| Metacritic                                                                  | 66% (8 reviews)        |
| Esta tabela precisa de ser acompanhada por texto em prosa. Consulte o guia. |                        |

## Alterações
A seguir, são várias mudanças no jogo feito com a versão em Inglês do jogo. Mais notável é a mudança de símbolo de Hiro, devido às preocupações de classificação etária.
- Além de alterar o idioma os personagens falam Inglês, vozes do locutor ainda estavam alterados mas eles já estão em Inglês (por exemplo, a voz na tela Mode Select). Muito provavelmente por causa da menção de "Bust A Move", que é o título japonês.
- A tela de carregamento do 2 Player Mode (VS) foi alterada.
- As setas têm cores diferentes, enquanto a versão japonesa utiliza setas amarelas.
- O símbolo do personagem Hiro, que é um cigarro na versão japonesa, transformou-se em I♥ME para a versão americana versão.
- Em Dancing Heroes, que mostra as terminações dos personagens; hospedado por um personagem menor chamado "James Suneoka" foi totalmente removido e em vez disso, apenas os créditos são mostrados.